# Canudos do Vale
Canudos do Vale là một đô thị thuộc bang Rio Grande do Sul, Brasil. Đô thị này có diện tích 82,555 km², dân số năm 2007 là 1941 người, mật độ 23,51 người/km².